# ジョー・ギブス・レーシング
ジョー・ギブス・レーシング（Joe Gibbs Racing）はアメリカ合衆国のストックカーレーシングチーム。

## 沿革
1992年設立。NASCARの聖地とも呼ばれるシャーロットに近いノースカロライナ州ハンターズビルに本拠地を置き、モンスターエナジー・NASCARカップ・シリーズおよびエクスフィニティ・シリーズに参戦している。チームオーナーのジョー・ギブスはNFLのワシントン・レッドスキンズのヘッドコーチを務めた経歴を持つ（1981年 - 1992年、2004年 - 2007年）。
NASCAR最高峰クラスのウインストンカップ・シリーズにはチーム設立より2007年までの16年間ゼネラルモーターズの車両（ポンティアック、シボレー）で参戦。2000年にボビー・ラボンテが、2002年および2005年にはトニー・スチュワートがドライバーズチャンピオンシップを獲得した。
2008年からはトヨタに変更する。トヨタグループのレーシングカー開発部門、TRD USAの全面協力のもと、実質的なワークスチーム体制を確立している。2015年にはカイル・ブッシュがスプリントカップ・シリーズのドライバーズチャンピオンシップを獲得し、トヨタに初のマニュファクチャラーズタイトルをもたらした。
2016年からはコロラド州デンバーに本拠地を置くファニチャー・ロウ・レーシングと業務提携を行っており、2017年にはファニチャー・ロウ・レーシングのマーティン・トゥーレックス・ジュニアがモンスターエナジー・NASCARカップ・シリーズの年間チャンピオンとなった。
2022年からはジョーの孫であるタイ・ギブスが脳震盪で欠場したカート・ブッシュの代役で参戦した。
創設者のジョーをはじめギブス家はモトクロスにルーツを持つものが多く、チームでも2008年から2020年まで『JGRMX』として、ヤマハ陣営としてAMAモトクロスにも参戦していた。2011年当時在籍していたレジェンドライダーのジェームス・スチュワートをNASCARでドライブさせる計画もあったが、実現しなかった。

## ドライバー

### NASCARカップ・シリーズ

#### 現在（2024年）
- #11　デニー・ハムリン（2006年 - ）
- #19　マーティン・トゥーレックス・ジュニア（2019年 - ）
- #20　クリストファー・ベル（英語版）（2021年 - ）
- #54　タイ・ギブス（英語版）（2022年 - ）

#### 過去の所属ドライバー
- デイル・ジャレット（英語版）（1992年 - 1994年）
- ボビー・ラボンテ（英語版）（1995年 - 2005年）
- トニー・スチュワート（1999年 - 2008年）
- マイク・ブリス（英語版）（2003年 - 2004年）
- J.J.イェリー（英語版）（2004年 - 2007年）
- リッキー・クラーヴェン（英語版）（2004年）
- ジェイソン・レフラー（英語版）（2005年）
- テリー・ラボンテ（英語版）（2005年）
- エリック・アルミローラ（英語版）（2007年）
- カイル・ブッシュ（2008年 - 2022年）
- ジョーイ・ロガーノ（2008年 - 2012年）
- デヴィッド・ギリランド（英語版）（2009年）
- マイケル・マクドウェル（英語版）（2011年）
- マット・ケンゼス（2013年 - 2017年）
- マーク・マーティン（英語版）（2013年）
- ブライアン・ヴィッカーズ（英語版）（2013年）
- サム・ホーニッシュ・ジュニア（2014年）
- カール・エドワーズ（2015年 - 2016年）
- マット・クラフトン（英語版）（2015年）
- デヴィッド・レーガン（英語版）（2015年）
- ダニエル・スアレス（英語版）（2017年 - 2018年）
- エリック・ジョーンズ（英語版）　（2015年，2018年-2020年）

## NASCARチャンピオンシップ
- 2000年 - ボビー・ラボンテ（英語版）（No.18、 ポンティアック） ウィンストンカップ・シリーズ[1]
- 2002年 - トニー・スチュワート（No.20、ポンティアック） ウィンストンカップ・シリーズ[2]
- 2005年 - トニー・スチュワート（No.20、シボレー） ネクステルカップ・シリーズ[3]
- 2007年 - ジョーイ・ロガーノ（No.20、シボレー） ブッシュ・イースト・シリーズ[8]
- 2009年 - カイル・ブッシュ（No.18、トヨタ） ネイションワイド・シリーズ[9]
- 2015年 - カイル・ブッシュ（No.18、トヨタ） スプリントカップ・シリーズ[4]
- 2016年 - ダニエル・スアレス（英語版）（No.19、トヨタ） エクスフィニティ・シリーズ[10]
- 2019年 - カイル・ブッシュ　（No.18、トヨタ）モンスターエナジー・ナスカー・カップシリーズ